# Фрайнсхаймский музей истории игрушек
Фрайнсхаймский музей истории игрушек (нем. Historische Spielzeugmuseum Freinsheim) — музей в городе Фрайнсхайм (федеральная земля Рейнланд-Пфальц, Германия) представляет собой частную коллекцию старых игрушек.

## Экспозиция

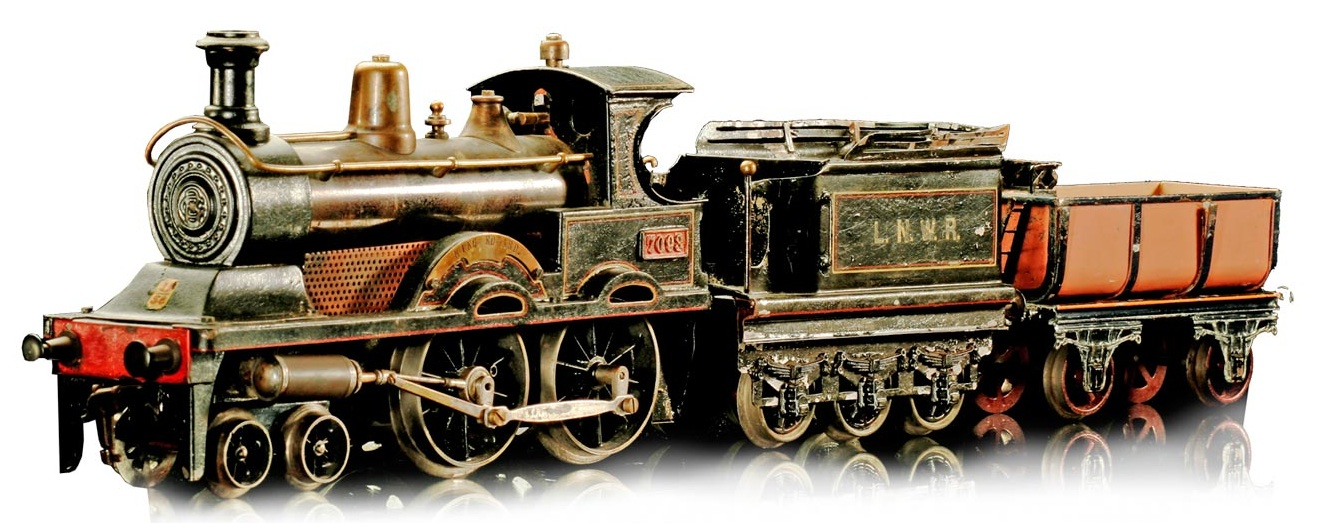
паровой локомотив «Король Эдвард» Bing

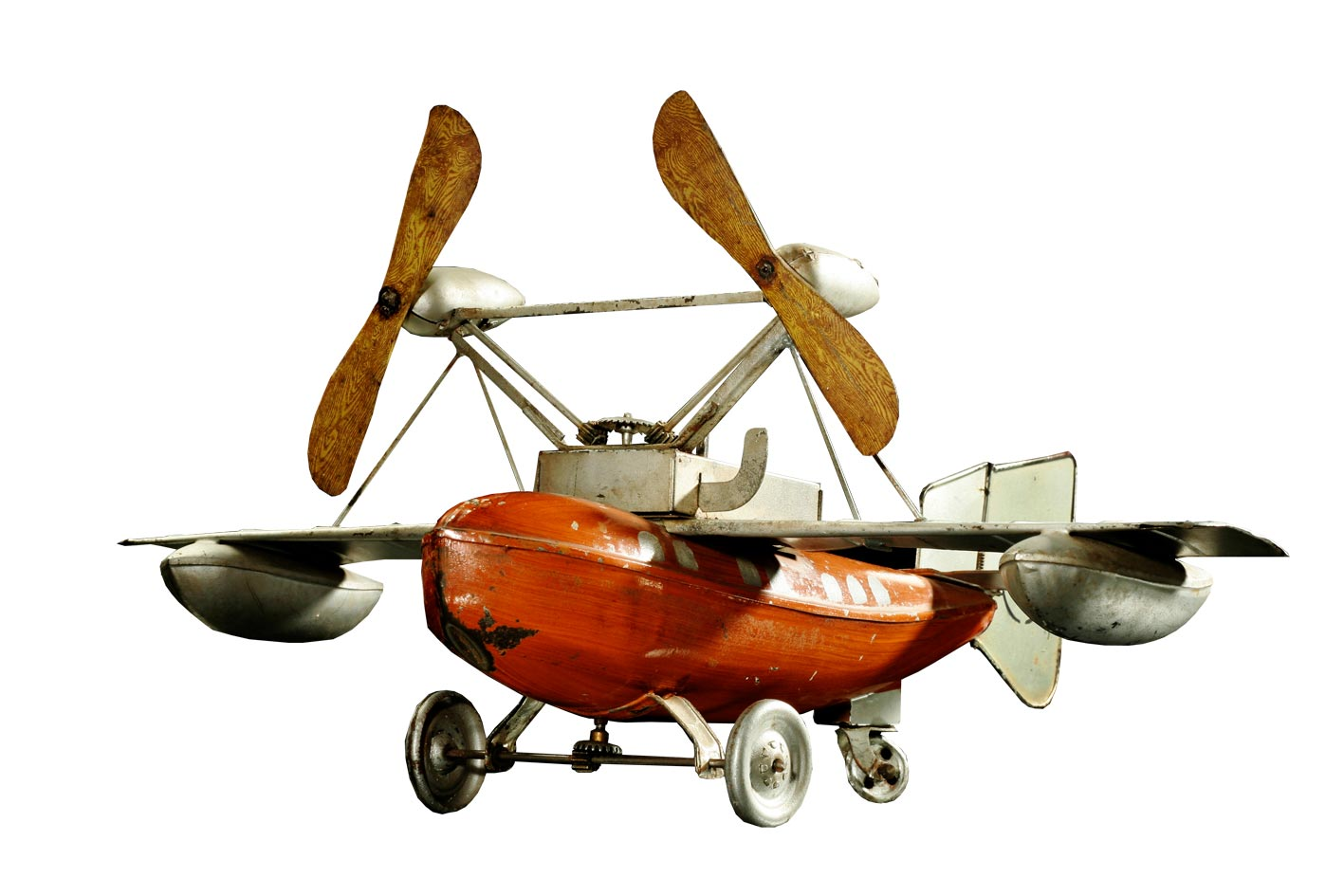
летающая лодка Bing

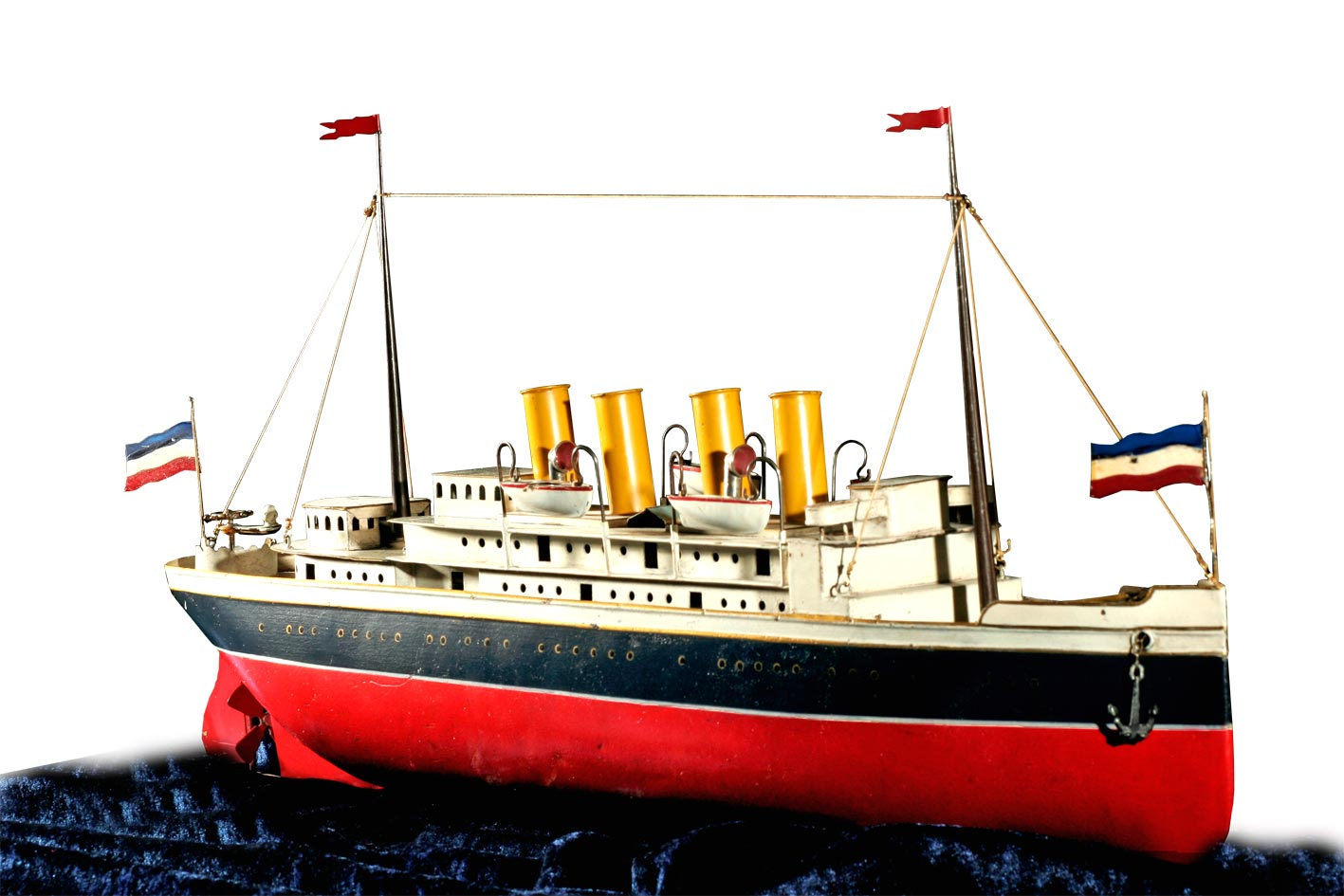
океанский лайнер Bing

Экспонаты относятся ко времени промышленной революции с 1890 года и до Второй мировой войны. Большинство выставленных экспонатов является продуктом компании Бинг из Нюрнберга (Bing Werke Nürnberg). Директор музея — Марион Гролл (нем. Marion Groll). Коллекция Уве Гролла (нем. Uwe Groll) стала основой для частного музея, открывшегося 2 апреля 2011 года. Первоначально эта коллекция была сосредоточена на моделях железных дорог и аксессуарах от компании Бинг. На протяжении многих лет Гролл был настолько очарован историей компании Бинг и разнообразием продуктов, что коллекция стала более обширной.

### Экспонаты
В коллекции находится более 2000 экспонатов, охватывающих различные линии из ассортимента продукции Bing. Они были выпущены до 1932 года и в основном находятся в исходном состоянии:
- Железные дороги (паровые, часовые, электрические) и железнодорожные станции
- Паровые двигатели, моторизованные модели
- Автомобили, корабли, самолёты
- Медведи, куклы, мягкие игрушки
- Кукольные кухни, кукольные дома и их аксессуары
- Настольные игры, игральные карты
- Кинематограф, детские граммофоны, Бингола
- Детские книги, брошюры, каталоги, рекламные материалы
- Физические и технические учебные материалы
- Пишущие машинки, камеры, утюги
- Предметы домашнего обихода (эмаль, медь, модерн)
- Холодильники, плиты
- Военные солдатики, фонарики

## Дом у ручья
Здание музея «Дом у ручья» (Haus an der Bach) было построено в Средневековье и было реконструировано как памятник старины. Он расположен напротив фонтана с 4 трубами (Vier-Röhren-Brunnen), бывшей калибровочной скважины для бочек виноделов. В доме 3 этажа площадью 300 квадратных метров для выставок и музейного кафе.